# 森川許六
森川 許六（もりかわ きょりく）は、江戸時代前期から中期にかけての俳人、近江蕉門。蕉門十哲の一人。名は百仲、字は羽官、幼名を兵助または金平という。五老井・無々居士・琢々庵・碌々庵・如石庵・巴東楼・横斜庵・風狂堂など多くの別号がある。近江国彦根藩の藩士で、絵師でもあった。

## 生涯
明暦2年8月14日（1656年10月1日）、佐々木高綱を遠祖とする300石取りの彦根藩士森川與次右衛門の子として彦根城下藪下に生まれる。21歳で井伊直澄に仕える。天和2年（1681年）27歳の時、父親が大津御蔵役を勤めたことから、許六も7年間大津に住み父を手伝う。
武士として剣術・馬術（悪馬新当流）・槍術に通じ、槍については宝蔵院流槍術鎌十文字槍の名人であった。許六は若い頃から漢詩を修め、絵は狩野探幽の弟で奥絵師の狩野安信に学んだという。また自著「俳諧問答」（俳諧自讃之論）の中では、延宝の初め（1670年代前半）に和歌や俳諧は初め北村季吟・田中常矩などに学んだとし、談林派の俳諧に属していた。元禄2年（1689年）33歳の時、父が隠居したため跡を継ぐ。この頃から本格的に俳道を志し、近江蕉門の古参江左尚白の門を叩き、元禄4年（1691年）江戸下向の折に蕉門十哲の宝井其角・服部嵐雪の指導を受けた。
元禄5年（1692年）江戸深川にいた芭蕉に入門。従来、六芸に通じた多芸の才人であったことから、芭蕉から、「許六」という号を授けられたといわれてきた。しかし、許六の号は、元禄4年の発句など芭蕉入門以前から見え、芭蕉が与えた号との説は成り立たない。また、六芸に通じたことに由来とするという点も、許の字に何かに通じるとの意味はなく、疑わしいという。
その上で、宝蔵院流の免許「六韜」の伝授を許されたことに由来するのではないかとの説が唱えられている。
芭蕉への入門に際し、許六が詠んだ「十団子も小粒になりぬ秋の風」という句を芭蕉は激賞した。許六が芭蕉から指導を受けたのは10か月に満たないが、芭蕉は許六に俳諧を教え許六は芭蕉に絵を教えたと伝えられる。元禄6年（1693年）彦根に帰る際に芭蕉から「柴門之辞」と俳諧の奥伝書を授けられた。
彦根では、芭蕉遺愛の桜の木を切って芭蕉像を作り河合智月（智月尼）に贈ったと伝えられ、また芭蕉の門人で彦根西郊平田にある明照寺の住職河野李由とは、元禄15年（1702年）俳書「韻塞（いんふたぎ）」・「篇突（へんつき）」などを共同編集し、彦根の俳諧界をリードした。また、宝永3年（1706年）「十三歌仙」、正徳2年（1712年）「蕉風彦根躰（ひこねぶり）」、聖徳5年（1715年）「歴代滑稽伝」（同五年）など選集や作法書を編んでいる。そして門人として直江木導・松居汶村・北山毛紈・寺島朱迪などを指導した。
晩年、宝永4年（1707年）52歳頃から癩病を病み、同7年（1710年）井伊家を辞し、家督を養子の百親に譲る。（旧暦）正徳5年8月26日（1715年9月23日）に死去した。
娘婿の百親は、宍戸氏の出で、安芸宍戸氏の宍戸隆家の孫、宍戸景好の直系子孫に当たる（宍戸景好 - 元真 - 知真 - 森川百親）。寛永14年（1637年）頃に百親の祖父宍戸元真が萩藩を辞して、彦根藩士となった。養父同様宝蔵院流槍術鎌十文字槍の名人で、「宝蔵院流十文字目録並目録外」を記して後世に伝えている。

## 著作
- 俳文集－－「風俗文選」

10巻9冊（5冊本もある）からなり、芭蕉の遺志を継ぐ最初の俳文集。宝永3年（1706年）9月に京の井筒屋庄兵衛から最初は「本朝文選」と題して刊行され、後に「風俗文選」に改められた。芭蕉および宝井其角・服部嵐雪・内藤丈草・向井去来・許六ら蕉門俳人28人の俳文約120編を「古文真宝後集」に倣って辞・賦・紀行などの21類に分けて収められた。
風俗文選文章を通じて許六の多才な人生体験を物語っている。
- 俳論 －－「青根が峯」・「歴代滑稽伝」

- 代表作（句）

秋も早かやにすぢかふ天の川
うの花に芦毛の馬の夜明哉
茶の花の香や冬枯の興聖寺
苗代の水にちりうく桜かな
水筋を尋ねてみれば柳かな
もちつきや下戸三代のゆずり臼

## エピソード
許六百華賦（井伊家史料保存会所蔵）
許六百華賦の文章は風俗文選の百華ノ譜に納められたものと同じ。紫陽花図には許六による紫陽花の絵と共に「あちさいの花は 色白に肥ふとりたるが ちかくよりみれば 白病瘡のあとのすき間もなくて 興さめてやみぬ」という文が書かれている。狩野派本流の画風で俳画風な味を加味した絵にかろやかに文が記された詩画一体の作となっている。
山水の譜
風俗文選の山水の譜には唐の王維の画論を基に自説を述べている。「絵をよくするには、まず風雅を知らなければならない。古人が画中の詩、詩中の画と言っているのはこのことを言っている」と記した。絵を描くのは風雅を愛するために行い、風雅を愛するのは絵を愛するためとする「詩画一致」の論理である。
蕉門二世
自ら「蕉門二世」と称し、「先師（芭蕉）の発句の作り方の前後をよく知り、俳諧の底を抜いて古今にわたる者は五老井一人だ」と強い自負を抱いていた。
奥の細道行脚之図
元禄6年（1692年）、絹本著色、天理大学附属天理図書館蔵。『奥の細道』の説明の際にしばしば掲載される代表的な図。笠を手に杖をつく芭蕉、その後ろには随行者の河合曾良。同時代に奥羽を行脚する芭蕉と、容貌を表した資料が少ない曾良を描いた貴重な作例である。
龍潭寺襖絵（彦根市指定文化財）
井伊家の菩提寺龍潭寺には、許六の作と伝えられている牡丹に唐獅子をはじめとする襖56枚、合計104面に及ぶ障壁画がある。寺伝では、彦根藩士・中野助太夫が制作を依頼し、次代・助太夫の時に完成したという。『五老井記』『山水賦』など許六自身が残した文章から絵筆を取る機会は多かったと推測されるが、遺作は俳画賛などの小品が多く、本作品のような障壁画は珍しい。そもそも許六の絵画作品は真贋の検討なしに紹介されることが多く、印章が長く残されていたことや印影集が早くに出たこと、芭蕉の絵の師として需要が高かったことなどから、贋作が紛れていることが否定できない。龍潭寺襖絵も部屋によって力量に差があり、現在許六筆といえるのは西入側二之間の「四季耕作図」のみとする意見もある。